# Zaljubljene žene
Zaljubljene žene (engl. Women in Love), roman engleskog književnika Davida Herberta Lawrencea koji je objavljen 1920. godine. Nastavak je romana Duga. Prati život i ljubavne veze dviju sestara, Gudrun i Ursule Brangwen.
Gudrun je umjetnica i u destruktivnoj vezi s dominantnim industrijalcem Geraldom Crichem. Ursula se zbližava s otuđenim intelektualcem Rupertom Birkinom s kojim razvija kvalitetniji odnos. U tako postavljenim emocionalnim vezama prisutna je dodatna napetost zbog snažne psihološke i tjelesne privlačnosti između Geralda i Ruperta. Roman zahvaća čitavo britansko društvo uoči Prvog svjetskog rata, pitanja industrijalizacije, odnosa čovjeka i prirode i niz drugih tema. Radnja završava u Alpama. Kritičari vjeruju da se lik Ursule temelji na Lawrenceovoj supruzi Friedi. Kroz lik Ruperta Birkina progovara sam autor. Gudrun i Gerald su dijelom oblikovani prema književnici Katherine Mansfield i njenom suprugu Johnu Middletonu Murryju.